# Самаркандське вище військове автомобільне командне училище
Самаркандське вище військове автомобільне командне училище імені Верховної Ради Узбецької РСР, СВВАКУ (узб. Самарқанд олий ҳарбий автомобиль қўмондонлик-муҳандислик билим юрти) — вищий військовий навчальний заклад (училище) Збройних сил СРСР та Узбекистану, що розташовувалося в місті Самарканді у 1946—2018 роках.

## Історія створення
На початковому етапі німецько-радянської війни, з наближенням німецьких військ до Харкова, восени 1941 року було прийняте рішення про евакуацію військових навчальних закладів міста. Зокрема, 2-ге Харківське танкове училище було евакуйоване до Самарканда, а Харківське військово-політичне училище — до Ташкента. Наказом заступника НКО № 0381 від 18 червня 1943 року Харківське військово-політичне училище було передане в розпорядження командувача бронетанковими і механізованими військами РСЧА і переформоване за штатом № 010/469 в 3-тє Харківське танкове училище. У 1946 році 3-тє Харківське танкове училище було передислоковане у Самарканд, де протягом червня — липня внаслідок злиття з 2-м Харківським танковим училищем було утворене Самаркандське танко-технічне училище.
23 вересня 1969 року постановою Ради міністрів СРСР у місті Самарканд Узбецької РСР було сформоване Самаркандське вище танкове командне училище, завданням якого була підготовка командирів танкових взводів. Відомостей, на основі якого навчального закладу (військової частини) було сформоване СВТКУ, немає.
Наказом Міністра оборони СРСР № 190 від 23 травня 1973 року Самаркандське вище танкове командне училище було перетворене на Самаркандське вище військове автомобільне командне училище. Завданням училища ставилося підготовка командирів автомобільних взводів.
У 2018 році училище було розформоване. Наразі на його території функціонує Центр підготовки молодших спеціалістів.

## Нагороди і почесні звання
У 1979 році Самаркандському вищому військовому автомобільному командному училищу було присвоєно почесну назву «імені Верховної Ради Узбецької РСР».

## Начальники училища
У різні роки існування училище очолювали:
- полковник Вержбицький Михайло Сидорович (1946—1947);
- генерал-майор Черевко Олексій Костянтинович;
- генерал-майор Редько Анатолій Петрович;
- генерал-майор Піхуля Валентин Григорович;
- генерал-майор Горохов Микола Михайлович.